# درجک (بشاگرد)
درجک، روستایی در دهستان جکدان بخش مرکزی شهرستان بشاگرد در استان هرمزگان ایران است.

## جمعیت
بر پایه سرشماری عمومی نفوس و مسکن در سال ۱۳۹۵، جمعیت این روستا برابر با ۳۲۶ نفر (۸۹ خانوار) بوده‌است.

## نگارخانه

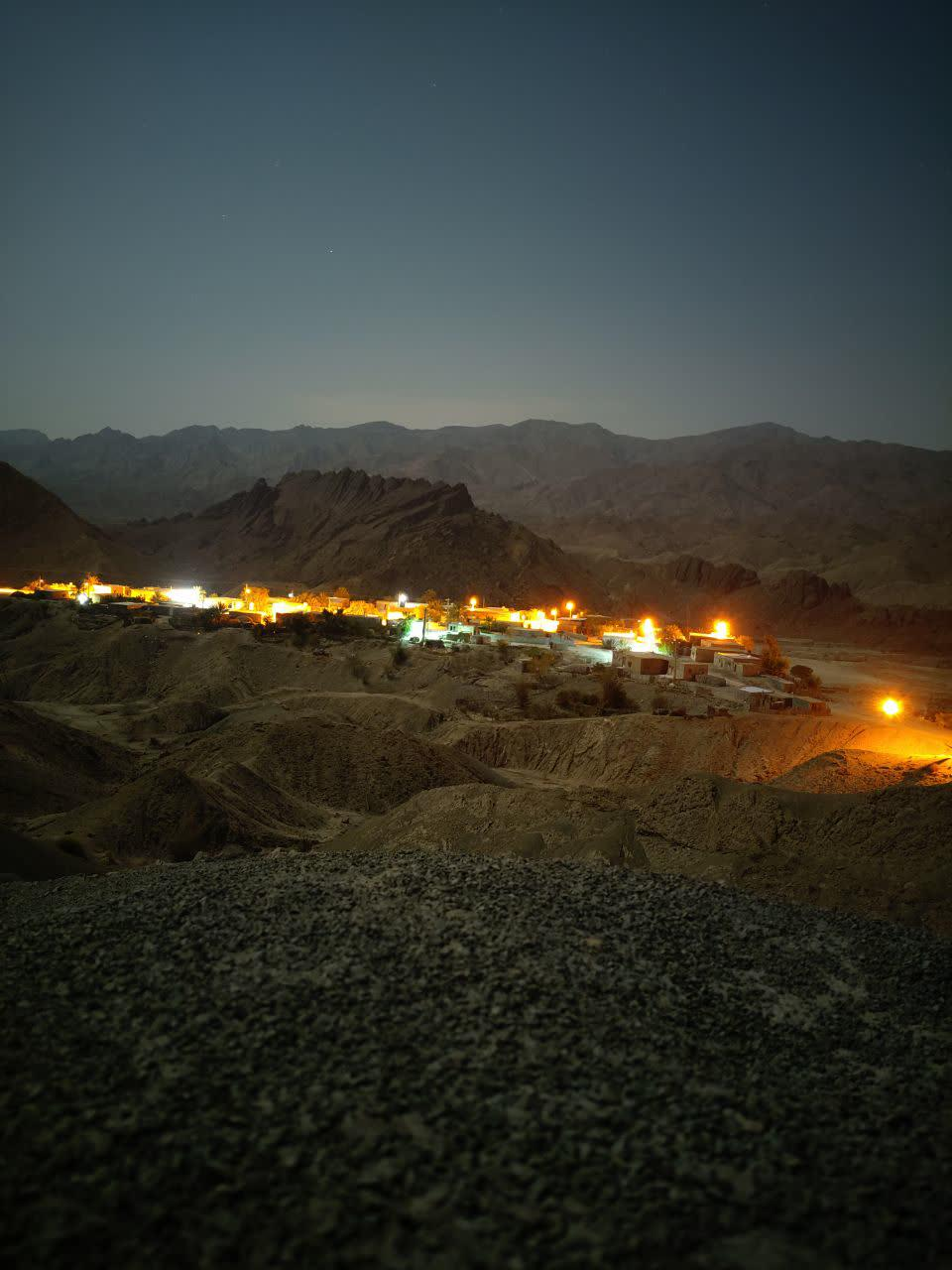
محله ولیعصر-روستای درجک

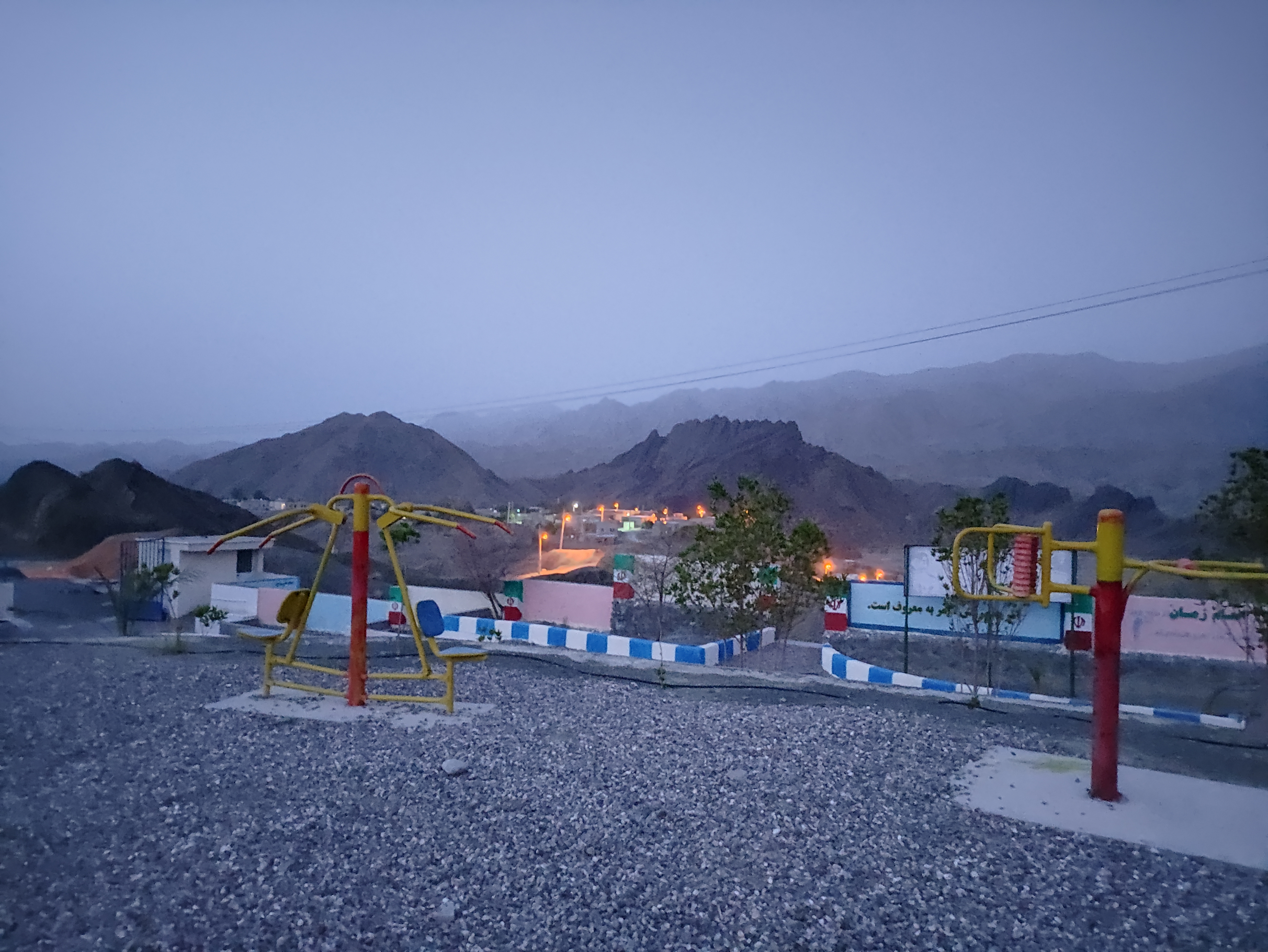
بوستان شهید سلیمانی

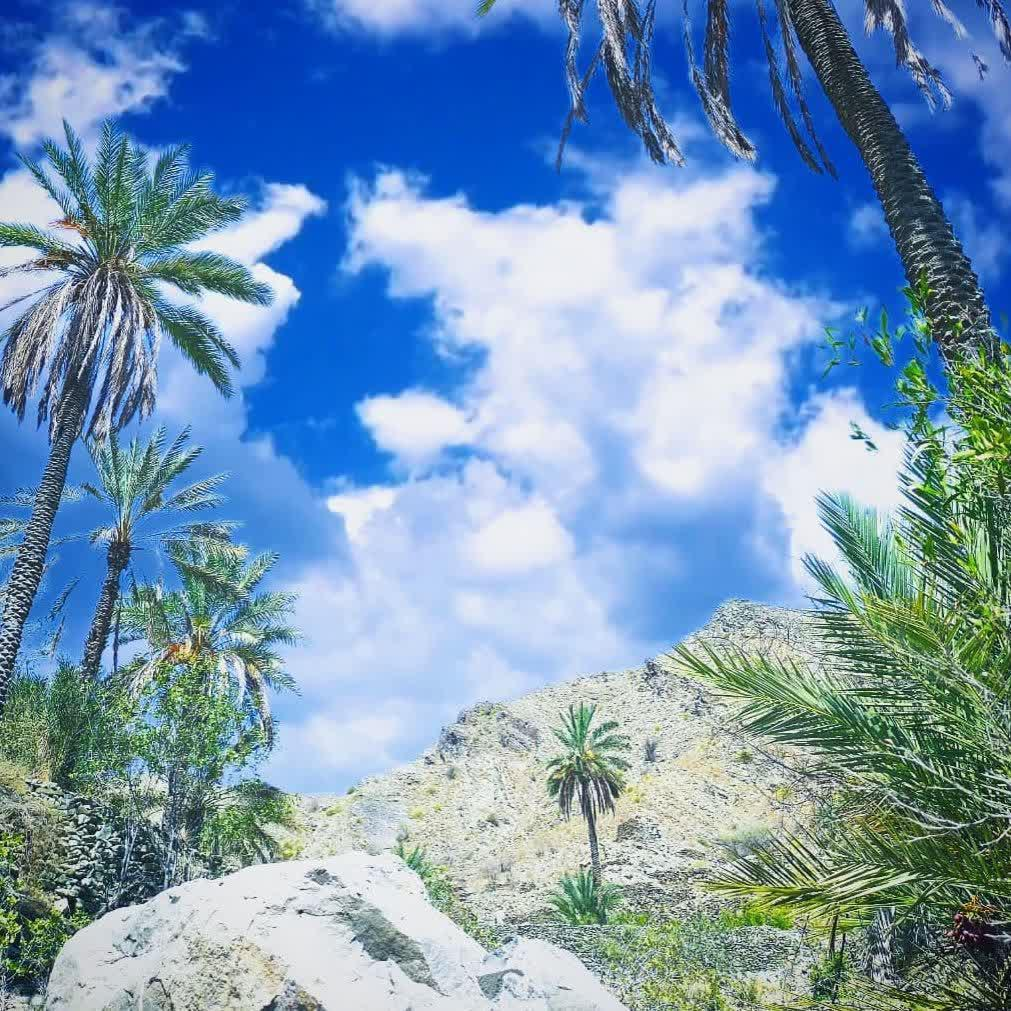
درگز-روستای درجک